# Lutomek
Lutomek is een plaats in het Poolse district  Międzychodzki, woiwodschap Groot-Polen. De plaats maakt deel uit van de gemeente Sieraków en telt 190 inwoners.